# Käpfnach
Käpfnach ist ein Ortsteil der politischen Gemeinde Horgen im Schweizer Kanton Zürich. Gemäss der Definition des Statistischen Amtes des Kantons Zürich umfasst Käpfnach den Landstreifen seeseits der Seestrasse von Hirsacker bis Seegütli, das Gebiet Grundhalden und den alten Dorfkern Käpfnach mit dem Klosterweg.

## Geographie
Der Ortsteil Käpfnach liegt im südöstlichen Teil des Gemeindegebietes von Horgen. Er ist landschaftlich geprägt durch die Uferregion am Zürichsee und die erste Geländestufe des Zimmerbergs. Der Aabach durchschneidet Käpfnach und bildete im See ein kleines Delta. Links des Aabachs steigt das Gelände gegen die Allmend auf (460 m ü. M.) an, auf der rechten Seite erstreckt sich die Geländeterrasse der Rietwies auf einer Höhe von 440 m ü. M. In der ehemals von Landwirtschaft und Weinbau geprägten Landschaft wurden einige grosse Wohnprojekte realisiert.

## Bevölkerung
Im Jahr 2000 lebten 810 Personen in Käpfnach. Zur selben Zeit wurden 132 Gebäude mit insgesamt 367 Wohnungen gezählt. Seither ist die Einwohnerzahl infolge der Bautätigkeit stark angestiegen.

## Geschichte

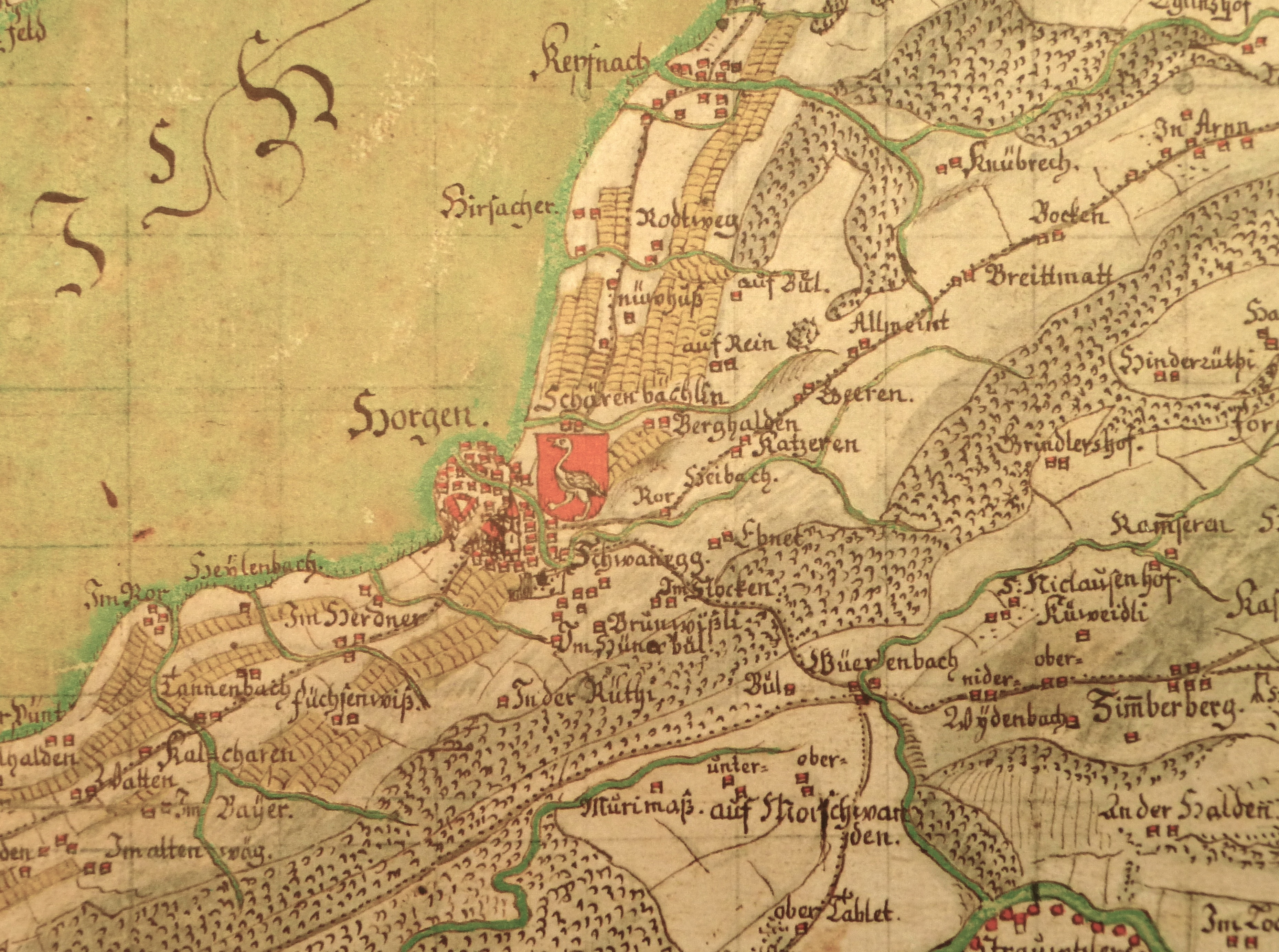
Kepfnach südlich von Horgen auf der Gygerkarte von 1667

Käpfnach, historisches Luftbild vom 26. Juni 1924, aufgenommen von Walter Mittelholzer

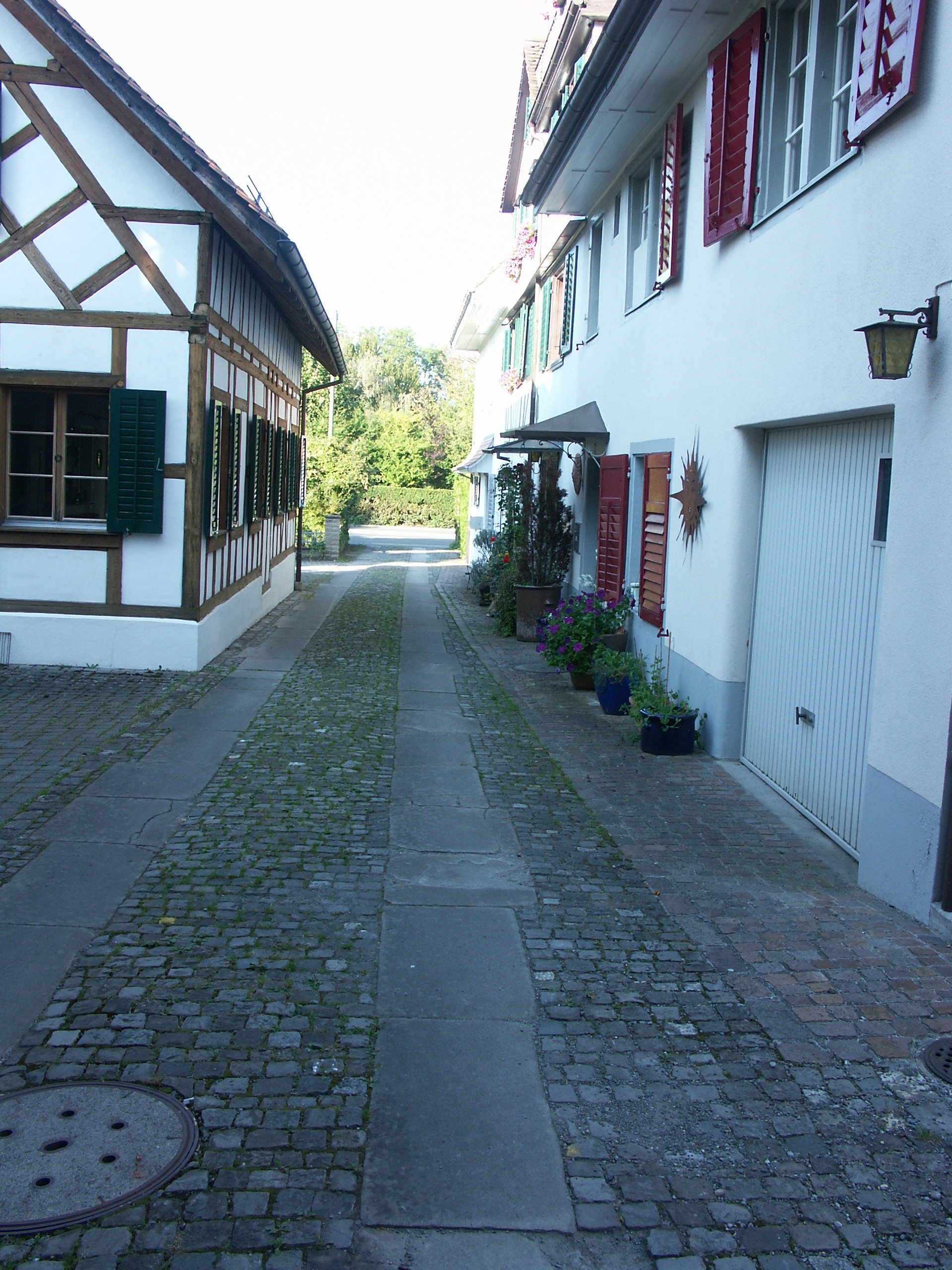
Klosterweg

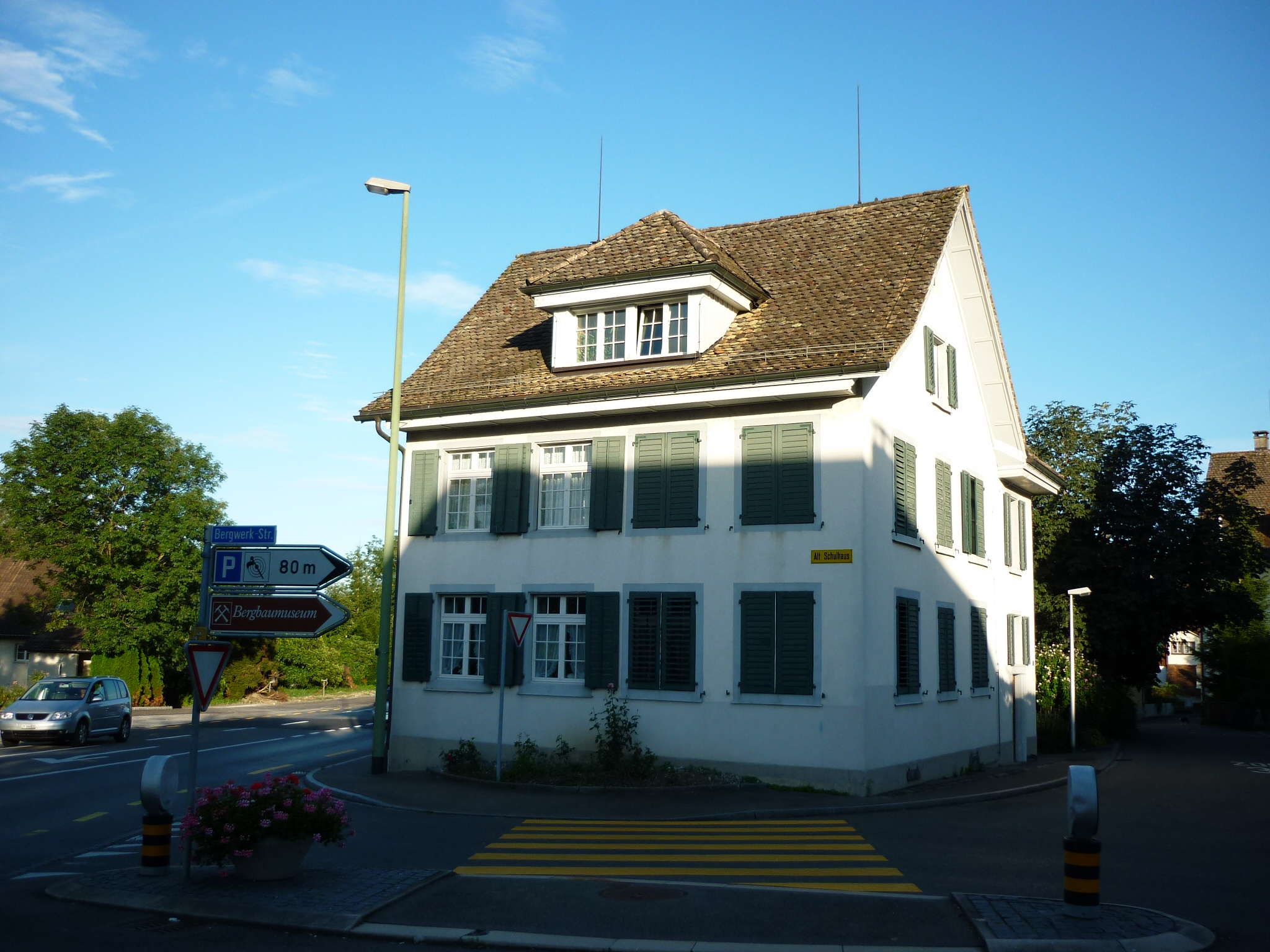
Altes Schulhaus in Käpfnach

Die frühesten Spuren menschlicher Anwesenheit sind römische Ziegelscherben unter einem Grab, das 1877 im Bätpur entdeckt wurden. Das erste gesicherte schriftliche Zeugnis ist um 1280 eine Erwähnung von Gütern der Brüder Chürlubenz von Käpfnach. Im Jahr 1341 ist die Mühle am Aabach an das Kloster Kappel überschrieben worden. Dessen damaliger Name Chephin und das Wort Aa für Bach haben sich über mehrere Lautänderungen im heutigen Ortsnamen erhalten. Seit dem 14. Jahrhundert ist eine Ziegelei mit Standort am See nachweisbar und wurde in den folgenden Zeiten immer wieder aktenkundig. Erst 1963 verschwanden die letzten Ziegeleigebäude.

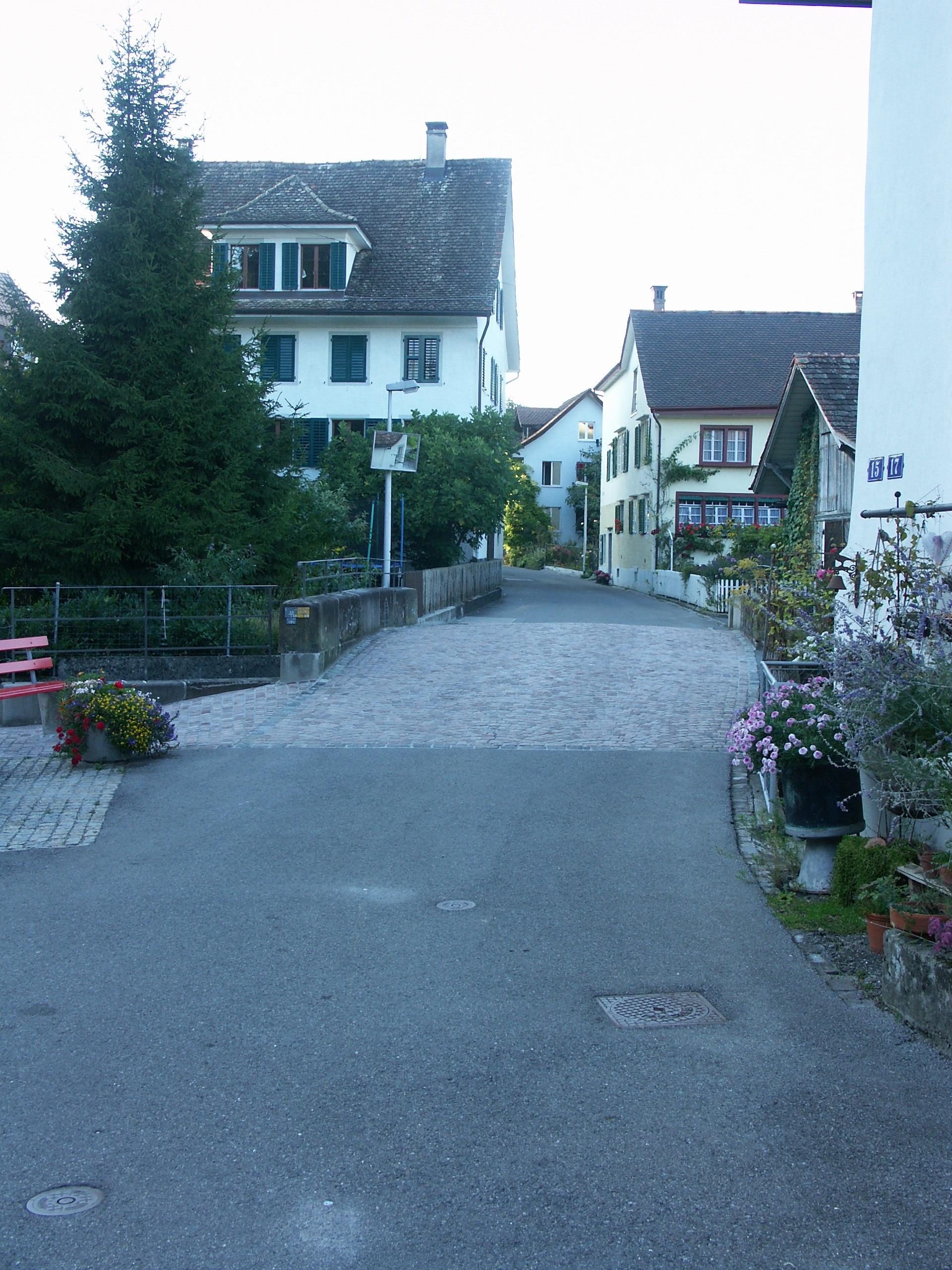
Käpfnerweg

Zwischen dem 15. und 19. Jahrhundert wählten die Pilger auf ihrer Reise nach Einsiedeln den Weg über das kleine Käpfnach um den grossen Orten Wädenswil und Horgen wegen der Rivalitäten im Verlaufe des alten Zürichkriegs und ab 1523 Infolge der Auseinandersetzungen der Reformation und Gegenreformation in der Schweiz auszuweichen. Erst durch den Bau der linksufrigen Zürichseebahn und dem Ausbau des Strassennetzes wurde der Weg über den See mehr und mehr aufgegeben. Heute erinnern nur noch die Haus- und Strassenbezeichnungen Kloster, Klosterweg und Pilgerweg an diese Zeit.

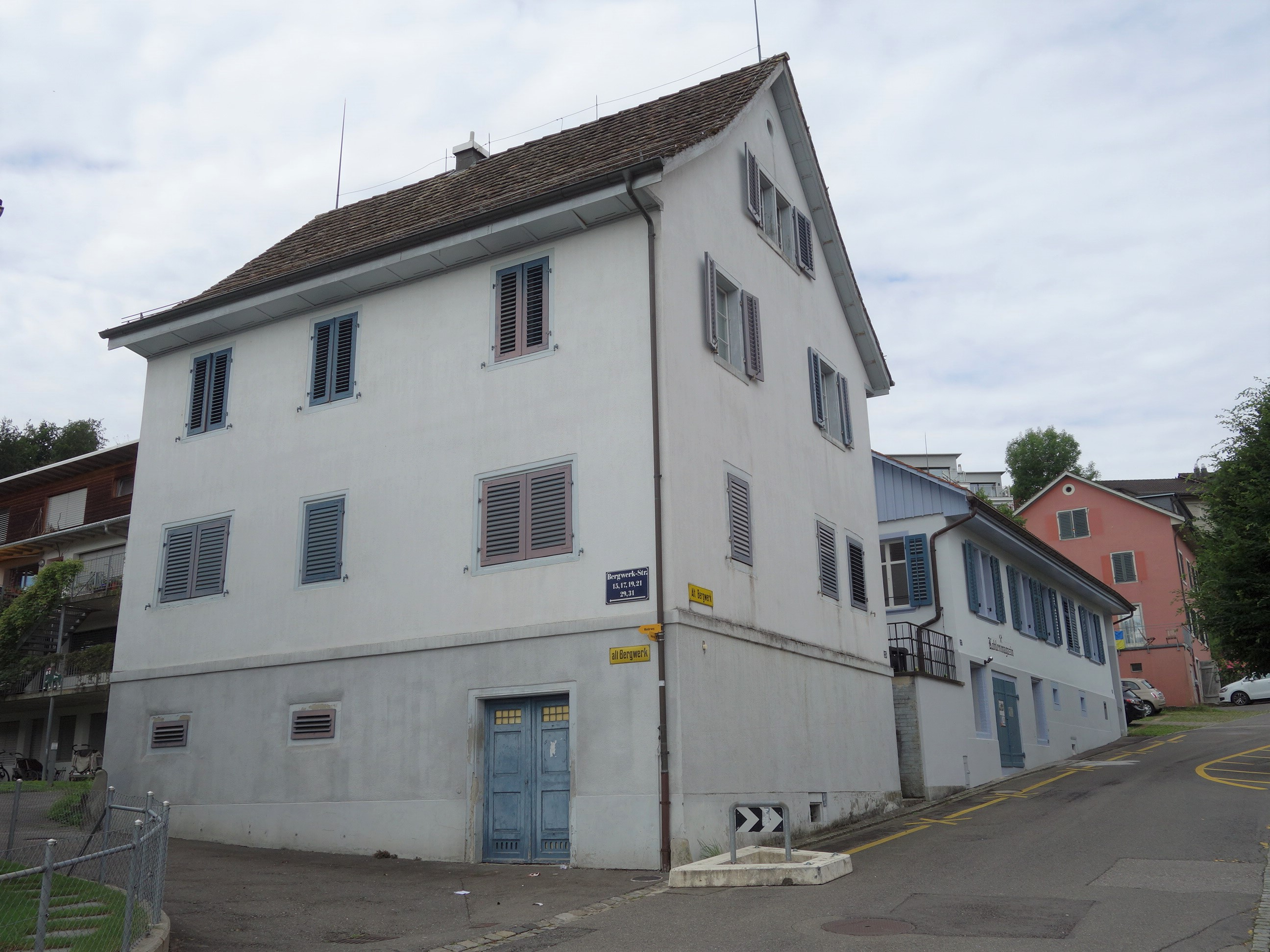
Alt-Bergwerk mit Kohlemagazin

Grosse Bedeutung hatte Käpfnach durch den Bergbau im Bergwerk Käpfnach. Die Molassekohle wurde hier über 130 Jahre lang abgebaut. Rund um das Bergwerk entstanden Infrastrukturbauten und Bergarbeiterwohnungen. Besonders in den 1850er bis 1870er Jahren und in den Krisenzeiten des Ersten und Zweiten Weltkriegs leistete Käpfnach einen wichtigen Beitrag zur Energieversorgung. In Käpfnach fasste die Baustoffindustrie Fuss, ab 1851 durch die Asphaltfabrik von Alfred Brändli, dann durch die Zementfabrik als Nebenbetrieb des Bergwerks. Beide mussten im Verlauf des 20. Jahrhunderts den Betrieb einstellen.
Durch die Wasserkraft des Aabachs wurde nicht nur die schon erwähnte Mühle, sondern seit 1608 eine Sägerei und später auch Lehmwalzen der Ziegelei betrieben. Seit 1883 ist der Bach durch einen von Franz Allemann gebauten 14 m hohen Erddamm als Aabach-Weiher gestaut. Im Juni desselben Jahres wurde zum Sängerfest in der Festhütte Käpfnach die erste elektrische Beleuchtung in Betrieb genommen. Heute liefert der Bach in einem Kleinkraftwerk Strom für rund 300 Haushalte.

## Persönlichkeiten
- Adolf Streuli (1868–1953), Politiker
- Ida Suter (1891–1974), Germanistin